# Elsmere (Kentucky)
Elsmere – miasto w Stanach Zjednoczonych, w stanie Kentucky, w hrabstwie Kenton.